# ギザギザハートの子守唄
「ギザギザハートの子守唄」（ギザギザハートのこもりうた）は、1983年9月21日にリリースされたチェッカーズのデビュー・シングル。発売元はキャニオン・レコード。

## 概要・背景
チェッカーズのデビュー・シングル。
発売当初は殆ど売れなかったが、翌1984年1月に発売した、2枚目のシングル「涙のリクエスト」の大ヒットにより、同曲も相乗効果で順位を上げ、3枚目のシングル「哀しくてジェラシー」と共に、3曲同時トップ10入りを果たした。
当初はB面の「恋のレッツダンス」がデビュー曲になる予定であったが、キャニオンレコード宣伝部の意見により、チェックの衣裳とのギャップが大きい「ギザギザハートの子守唄」がデビュー曲となった。
郁弥は「初めて聞いた時、演歌かと思った」と語っており、当時担当していたファッションコーディネーターも同様の意見を述べていた。
横浜銀蝿を意識したようなツッパリ賛歌となったこの曲は、上記のような曲調とともに、メンバー全員に違和感を残した。しかしチェッカーズ全体のツアーで解散までに歌われた回数は全曲中1番多かった。
アマチュア時代のチェッカーズはドゥーワップを主流としており、衣裳もシャネルズを意識したスーツ姿であった（郁弥は後に「自分達はアメリカンポップスバンドのつもりだった」「ニューミュージック寄りの扱いをされると思っていた」と語っている）。しかしアイドルバンドとして売り出され、全身チェックの衣裳で歌謡曲を歌わされることには相当の抵抗があったという。作曲の芹澤廣明は、この時泣くほど強烈に嫌がっていたので「嫌なら故郷に帰れ」と言って帰した後、やっぱりやりますと連絡があり、その時「売れますか」との問いかけに「売れるかは分からないけど、やらないと始まらない」と返したということを振り返っている。
吉本新喜劇の池乃めだかは、持ちギャグとして本曲の替え歌を歌いながら舞台に登場することがある。また、とんねるずはフジテレビ『とんねるずのみなさんのおかげです』にチェッカーズがゲスト出演する度、池乃の承諾を得てコント（「おかげです中学」など）での郁弥をそしる場面で池乃のギャグを流用していた。
テレビドラマ『うちの子にかぎって…』で流れることも多かった。また、このドラマの中で、歌詞を「ちっちゃな頃から顔悪い 19でブスって呼ばれたよ お岩さんより顔悪い 見たものみんな死んじゃった」と言い換えて歌う場面があった。
メロディからサビに至るまで、歌詞は（多少の字余りはあるが）すべて七五調となっている。

## 収録曲
| 全編曲: 芹澤廣明。 |                            |           |           |      |
| #                  | タイトル                   | 作詞      | 作曲      | 時間 |
| 1.                 | 「ギザギザハートの子守唄」 | 康珍化    | 芹澤廣明  | 2:54 |
| 2.                 | 「恋のレッツダンス」       | 売野雅勇  | 武内享    | 2:57 |
| 合計時間:          | 合計時間:                  | 合計時間: | 合計時間: | 5:51 |

## 曲解説
1. ギザギザハートの子守唄
  - 元は康珍化が真田広之の為に書いた歌詞で、それに芹澤が曲を付けたが、真田の関係者から「気に入らない」と却下され[3]、最終的にチェッカーズの曲として採用されたという[5][3]。なお、チェッカーズがこの曲のシングルリリースを検討した際、売野雅勇もこの曲に合わせた詞の書き直しを依頼されたが、結局不採用となり、康珍化の元の詞がそのまま歌われる事になった。この時に不採用となった売野の詞はその後、甲斐よしひろによって改めて曲が付けられ、1984年に発売された竹本孝之のシングル「週末（ウィークエンド）ララバイ」としてリリースされると共に[6]、甲斐よしひろ本人もアルバム『コンプリート REPEAT & FADE』でセルフカバーしている。
  - 3番に登場する「仲間がバイクで死んだのさ」という歌詞が、当時チェッカーズの所属事務所のヤマハ音楽振興会と同系列のヤマハ発動機がオートバイの一大メーカーであることもあって所属事務所で問題視され、ストップがかかった。しかし作曲の芹澤廣明は、「もしこれが駄目ならばこのプロジェクトを降りる」とまで宣言し、この反対の声を押し切ったという[4]。
2. 恋のレッツダンス
  - 元は武内が作詞作曲した、アマチュア時代の看板曲であった。『レッツゴーヤング』に新人特集で登場した際にはこの曲を歌っている。

## リリース履歴
| 規格 | 発売日        | レーベル       | 品番      | 備考              |
| ---- | ------------- | -------------- | --------- | ----------------- |
| EP   | 1983年9月21日 | CANYON RECORDS | 7A 0311   |                   |
| CD   | 1988年5月21日 | PONY CANYON    | S10A 0055 | EAN 4988013007239 |

## 「ギザギザハートの子守唄」のカバー
- 松居直美 （1984年） - 自身のシングル曲としてリリース。
- ヴィドール （2004年） - 2004年3月19日のライブで会場限定音源としてカバーしている。
- 小見川千明 （2009年）- アルバム『歌声喫茶方舟〜アキナイチュウ〜』に収録。
- 中原理恵 - 自身がテレビ番組に出演した際、度々この曲を歌っていた。
- 木下優樹菜 （2010年）ピザハットのCMソングとして、替え歌を歌唱。
- 水木一郎 - 上記のピザハットのCMの別バージョンとして歌唱。
- 池乃めだか - 新喜劇などの舞台で、「♪ちっちゃな頃からちっちゃくて、１５で背丈が止まったよ♪」と替え歌を歌うことがある。ちなみにとんねるずがコントで使用した場合は、「♪ちっちゃな頃からちっちゃくて、15で小2と呼ばれたよ♪」に替えている。
- 杜けあき(2016年)「麗人 REIJIN Season 2 "Festa"/VICL-64614」
- カントリー・ガールズ （2017年） - 嗣永桃子アイドル15周年記念アルバム♡ありがとう おとももち♡Disc2「も」ももち先輩ありがとう♡収録。